# Kobylicowa (Stołowe Skały)
Kobylicowa (niem. Ringelstein, 779 m n.p.m.) – skała położona w południowo-zachodniej Polsce w Górach Złotych (Sudety).
Mała skała (rumowisko) w grupie gnejsowych Stołowych Skał (niem. Schollenstein) na szczycie Królówki w pobliżu miejscowości Stójków i uzdrowiska Lądek-Zdrój, w lesie świerkowym regla dolnego na terenie Śnieżnickiego Parku Krajobrazowego. Dawniej miejsce docelowe spacerów kuracjuszy.

## Stołowe Skały
Grupę tworzy osiem skał, położonych na wysokości 465–779 m n.p.m.
- Niżna (465 m n.p.m.)
- Baszta (500 m n.p.m.)
- Mała (505 m n.p.m.)
- Wyżna (520 m n.p.m.)
- Iglica lub Igliczna (526 m n.p.m.)
- Skalny Ząb (602 m n.p.m.)
- Trzy Ambony (660 m n.p.m.)
- Kobylicowa (779 m n.p.m.)

## Szlaki turystyczne
- czerwona ścieżka krajoznawcza prowadzi wzdłuż skał tworząc pętlę Lądek-Zdrój - zamek Karpień - Stójków[2].
- zielony szlak rowerowy ER2 prowadzi ponad Skalnym Zębem między miejscowościami Stronie Śląskie - Lądek-Zdrój[2].